# Tegernsee-Bahn Betriebsgesellschaft

Logo Tegernsee-Bahn Betriebsgesellschaft

Global-Aktie über 1000 DM der Tegernsee-Bahn AG vom November 1970

Die Tegernsee-Bahn Betriebsgesellschaft mbH ist ein deutsches Eisenbahninfrastrukturunternehmen und ehemaliges Eisenbahnverkehrsunternehmen mit Sitz in Tegernsee. Das Unternehmen ist der Infrastrukturbetreiber der Bahnstrecke Schaftlach–Tegernsee und gehört den Gemeinden Tegernsee und Gmund, sowie dem Landkreis Miesbach.

## Eigentümer
Sie wurde 1983 von der Tegernsee-Bahn Aktiengesellschaft (TAG), der heutigen TAG Immobilien AG, gegründet, um den Betrieb auf der Bahnstrecke aus dem Konzern auszugliedern. Die Muttergesellschaft war 1882 als Bahngesellschaft gegründet worden, hatte ihre geschäftlichen Tätigkeiten seitdem weitgehend in die Immobilienbranche verlagert. Die TAG hielt weiterhin 100 % der Anteile.
Zum 20. Dezember 2012 verkaufte die Eigentümerin TAG Immobilien die Tegernseebahn für elf Millionen Euro an die beiden Gemeinden Tegernsee und Gmund (jeweils 45 Prozent der Anteile) sowie an den Landkreis Miesbach (10 Prozent). Das Vermögen der Betriebsgesellschaft umfasst die Bahnstrecke Schaftlach–Tegernsee mit 12,4 Kilometer Länge und 147.000 m² Fläche, die beiden Bahnhofsgebäude in Gmund und Tegernsee samt Grundstücken von zusammen 35.000 m², zwei unbebaute Seeufergrundstücke mit zusammen 12.000 m² und 2.330 m² mit 33 Wohneinheiten bebauter Grund in 1a-Lage am Tegernsee.

## Bahnbetrieb
Im Konsortium mit Kraftverkehr Bayern aus Ingolstadt bewarb sich die Tegernsee-Bahn als Oberlandverkehrs-GmbH um das Oberland-Netz bestehend aus den Bahnstrecken München–Lenggries, Holzkirchen–Schliersee, Schliersee–Bayrischzell und der bis dahin betriebenen Strecke Schaftlach–Tegernsee. Zum Einsatz kommen sollten Dieseltriebzüge des Typs Flexliner von ABB Daimler Benz Transportation.
Nachdem der Betrieb auf der Bahnstrecke (heutige Regionalbahnlinie RB 57) im Jahr 1998 im Rahmen einer Ausschreibung der Bayerischen Eisenbahngesellschaft (BEG) an die Bayerische Oberlandbahn gegangen war, verkaufte die Tegernsee-Bahn Betriebsgesellschaft ihre Fahrzeuge und war nur noch Eisenbahninfrastrukturunternehmen.
Eine Köf III als temporär einziges Triebfahrzeug wurde Ende 2018 verkauft. Seit Februar 2018 verfügt die Tegernsee-Bahn mit dem historischen Triebwagen VT 27 über ein Fahrzeug für Museumsfahrten.
Geschäftsführer war von Mai 2013 bis Juni 2021 Heino Seeger, der frühere Geschäftsführer der Bayerischen Oberlandbahn. Am 1. Juli 2021 übernahm interimsweise der Zweite Bürgermeister der Stadt Tegernsee, Michael Bourjau, die Geschäftsführung der Tegernsee-Bahn. Eisenbahnbetriebsleiter ist weiterhin Heino Seeger.

## Fahrzeuge
Die nachfolgende Tabelle listet die Fahrzeuge auf, die sich im Betrieb für die Tegernsee-Bahn Aktiengesellschaft, TAG, (vor 1942: Eisenbahn-Actiengesellschaft, EAG), bzw. anschließend für die Tegernsee-Bahn Betriebsgesellschaft mbH befanden.

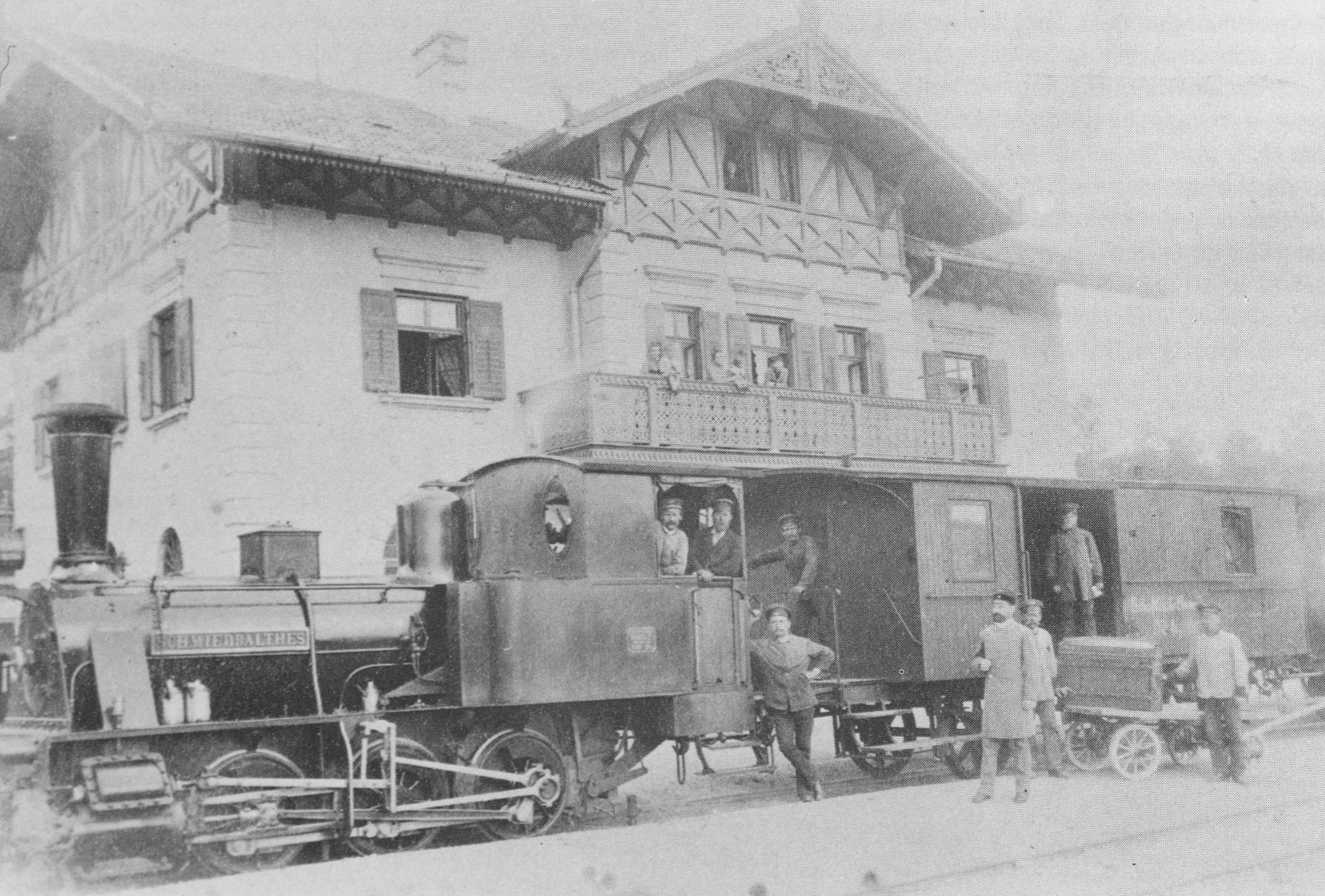
TAG 1
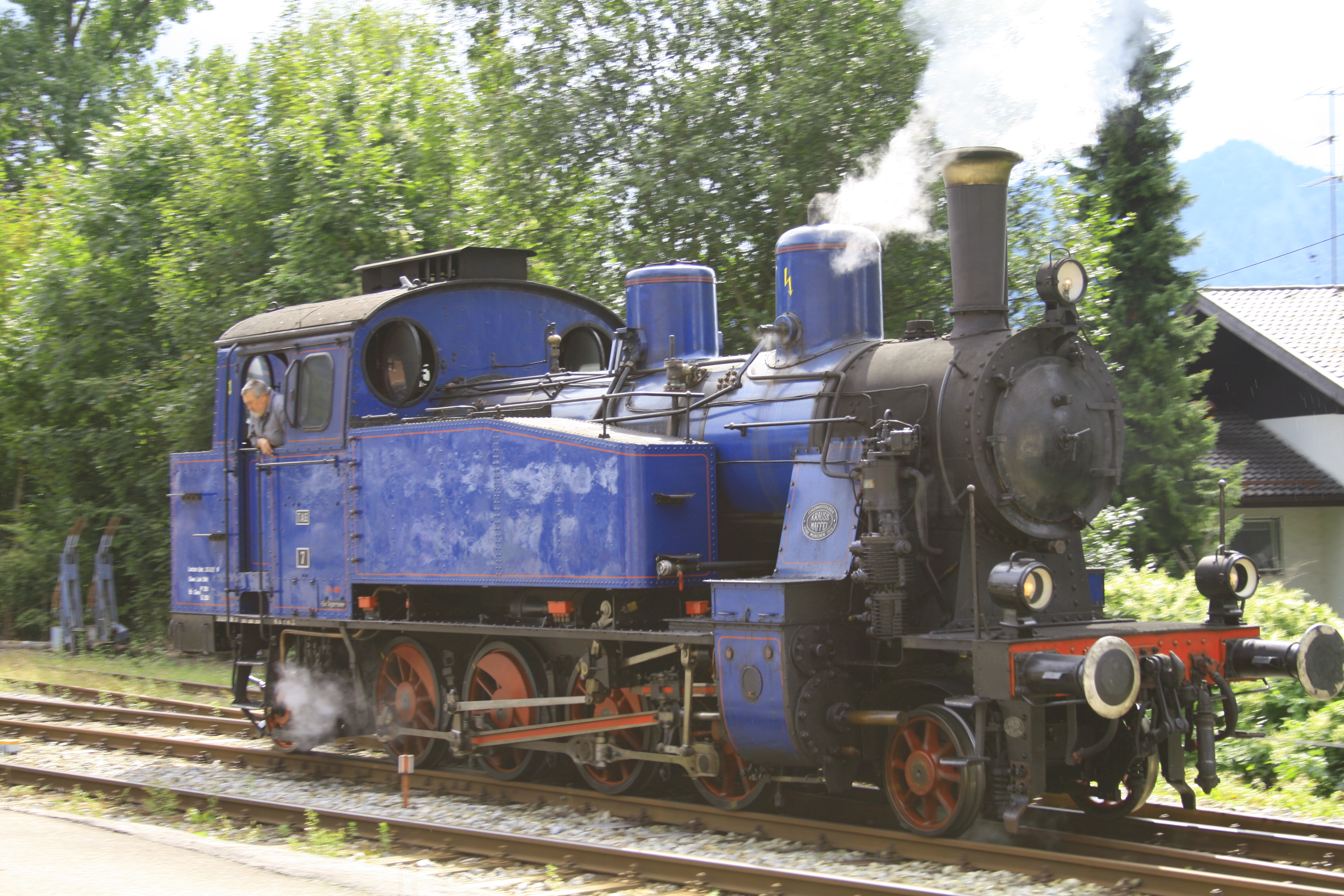
TAG 7
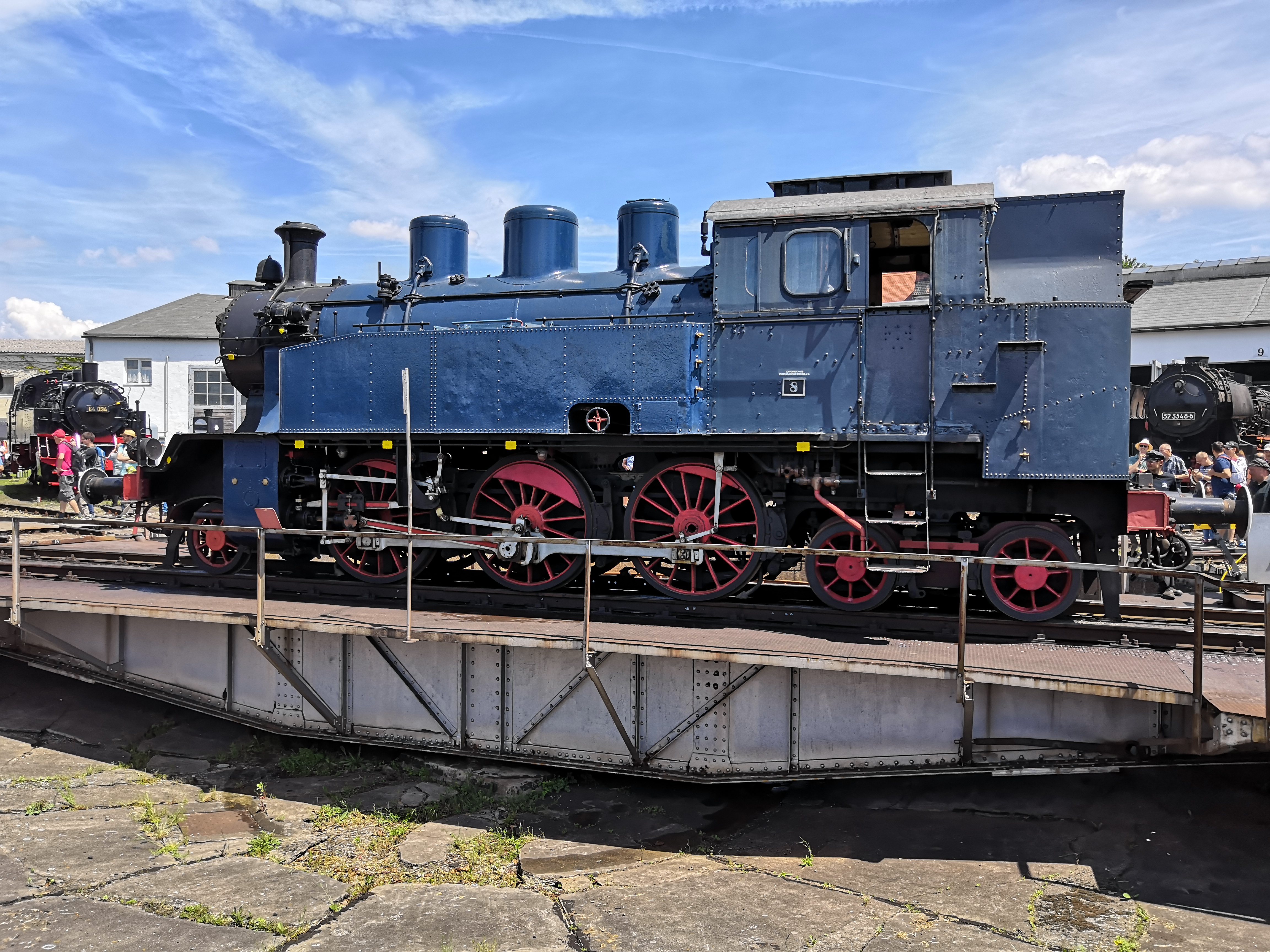
TAG 8
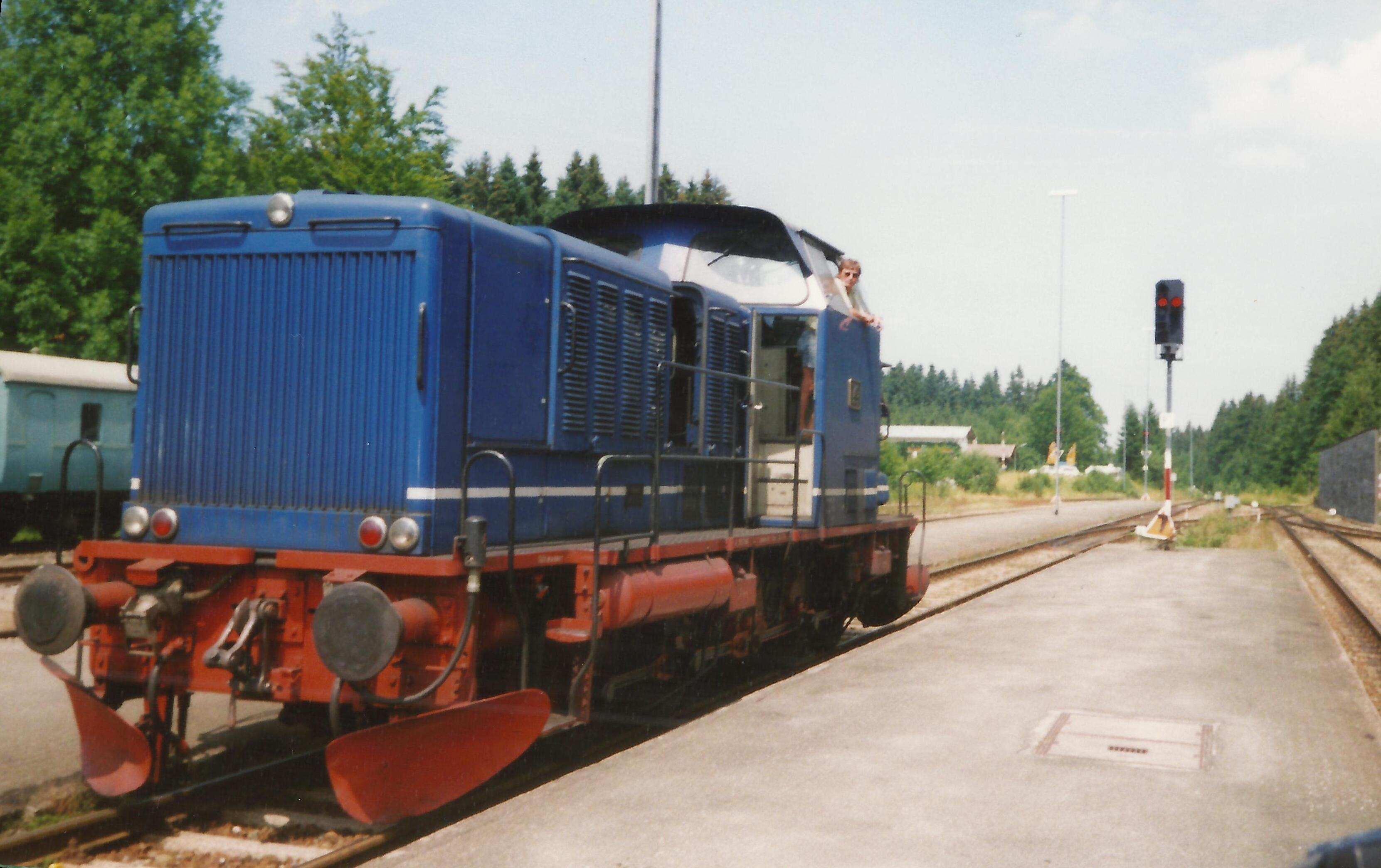
TAG 12
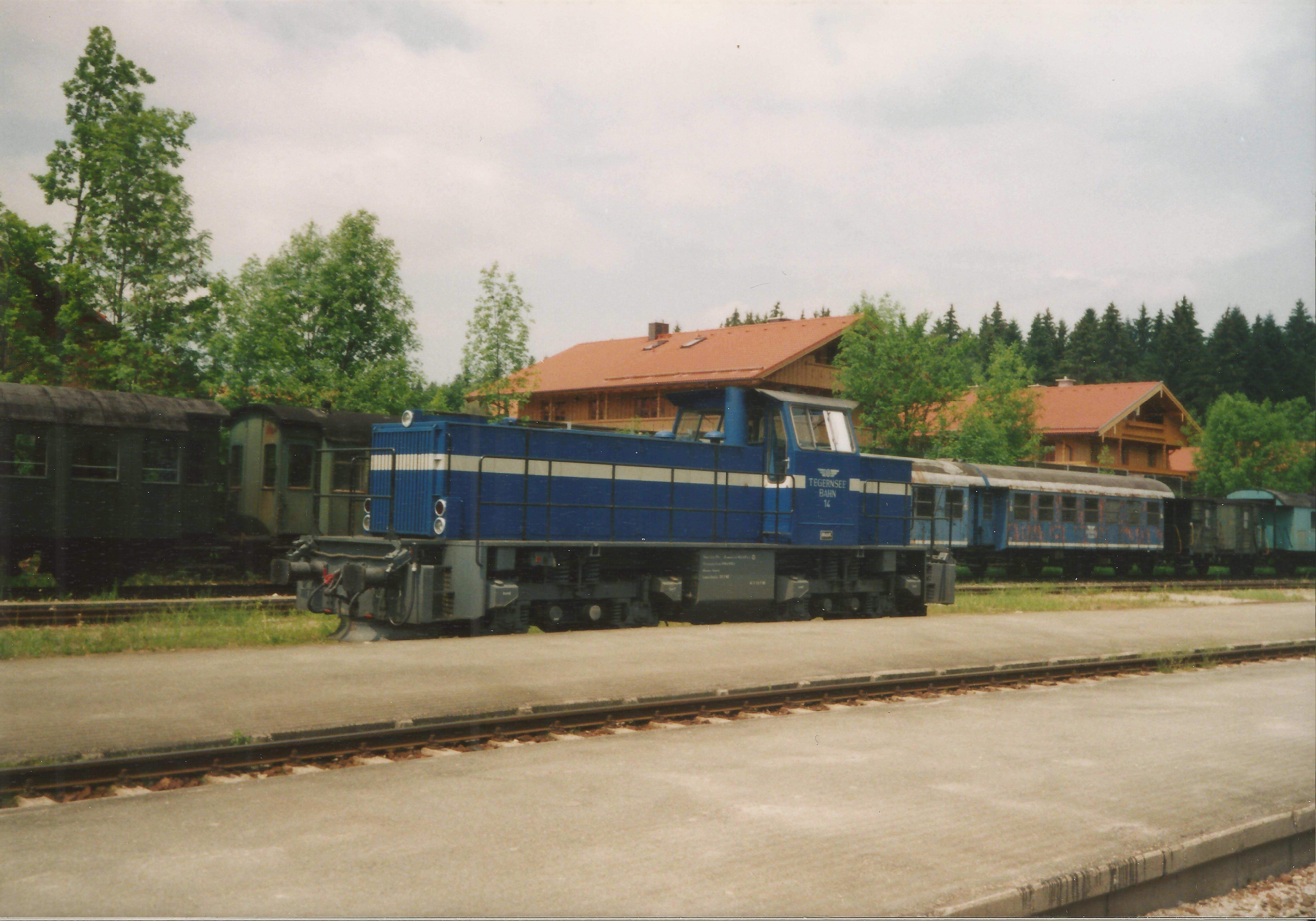
TAG 14
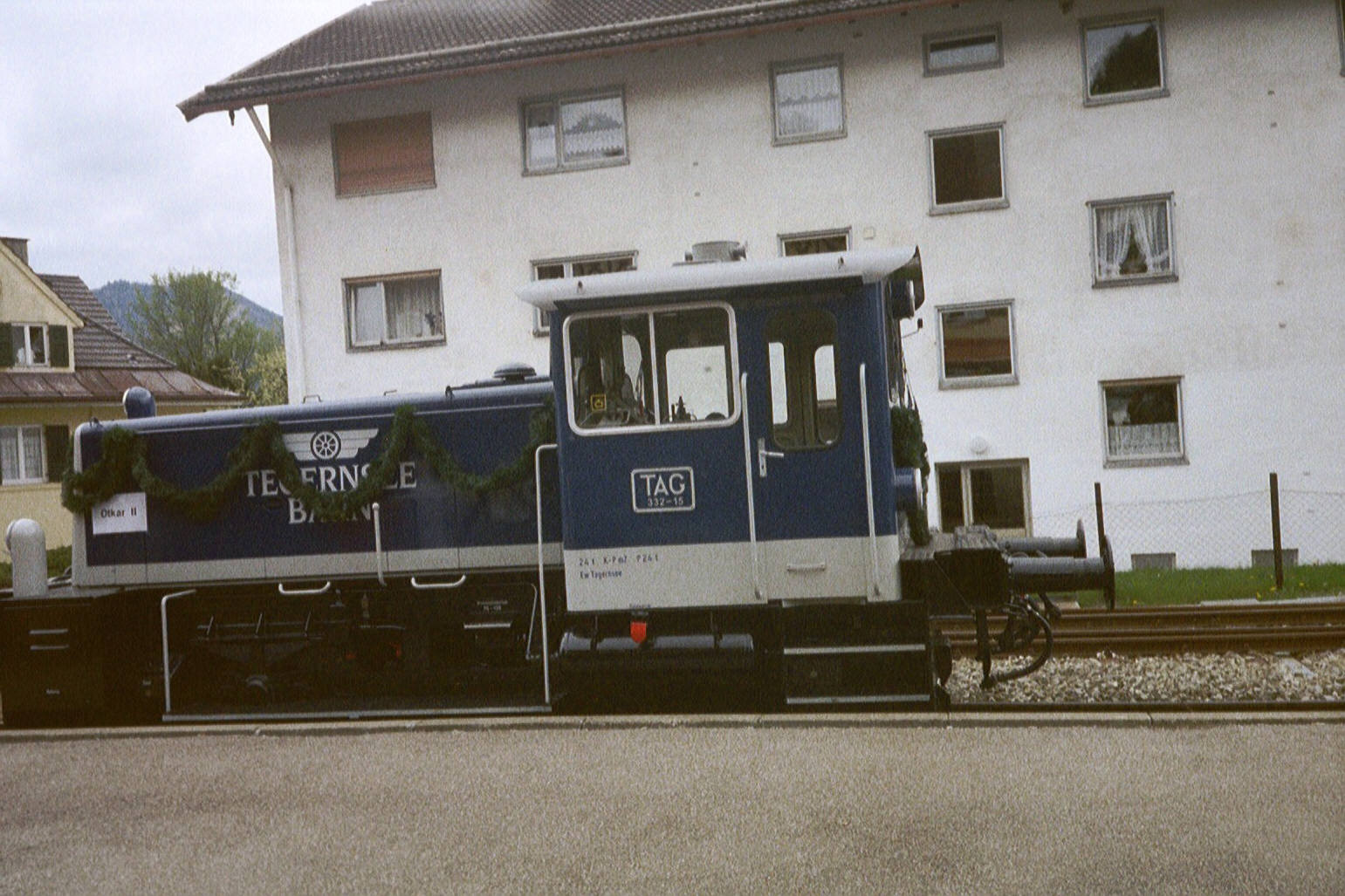
TAG 15

| Nr.               | Bauart                 | Hersteller                | Baujahr          | Fabriknr.        | Anmerkung |
| Dampflokomotiven  | Dampflokomotiven       | Dampflokomotiven          | Dampflokomotiven | Dampflokomotiven | Dampflokomotiven |
| ----------------- | ---------------------- | ------------------------- | ---------------- | ---------------- | --- |
| 1                 | C n2t                  | Krauss                    | 1881             | 1202             | Taufname Schmidbalthes, 1926 verschrottet |
| 2                 | C n2t                  | Krauss                    | 1883             | 1203             | Taufname Fromund, 1926 verschrottet |
| 3                 | C n2t                  | Krauss                    | 1901             | 4672             | Taufname Otkar, 1940 verkauft |
| 4                 | C n2t                  | Krauss                    | 1904             | 5159             | Taufname Carl Theodor, 1956 verkauft in die Türkei |
| 5                 | D h2t                  | Krauss                    | 1914             | 6967             | stillgelegt nach Kesselschaden am 6. September 1958, 1961 verschrottet |
| 6                 | D h2t                  | Krauss                    | 1924             | 8315             | 1970 verschrottet |
| 7                 | 1'D 1' h2t             | Krauss-Maffei             | 1936             | 15582            | ab 1975 noch als Betriebsreserve der TAG, seit 1999 im Besitz des BLV |
| 8                 | 1'C 2' h2t             | Krauss-Maffei             | 1942             | 16317            | Umbau aus E 79 02 (Fahrgestell), 1970 ausgemustert, seit 1999 ausgestellt im BEM |
| Heizwagen         |                        |                           |                  |                  | |
| 10                |                        |                           | 1977             |                  | Heizwagen Heißer Theo, Umbau aus Laabs 588, verkauft 1999 |
| Diesellokomotiven |                        |                           |                  |                  | |
| 11                | D dh                   | MaK                       | 1953             | 500008           | 1953/54 MaK Mietlok: Probeeinsatz V65 in Bamberg für Deutsche Bundesbahn, 1955 Kauf durch die Tegernsee-Bahn AG als "V65-11", 1979 zurück an MaK (Moers), 1982 zerlegt                |
| 12                | D dh                   | MaK                       | 1960             | 600154           | „V65-12“, 1999 verkauft an Eisenbahnbetriebe Mittlerer Neckar, von 1999 bis 2001 bei der Eisenbahn-Service-Gesellschaft (ESG), von 2007 bis 2022 bei der SVG, 2022 Kauf durch den BLV |
| 11(2)             | B'B' dh                | MaK                       | 1978             | 800191           | gemietet von 3. Juli 1979 bis 20. April 1982, Nummer 11 in Zweitbesetzung |
| 14                | B'B' dh                | MaK                       | 1982             | 100800           | im Oktober 1999 verkauft an Stern & Hafferl |
| 15                | B dm                   | Gmeinder                  | 1965             | 5350             | Taufname Otkar II, von 19. April 2002 bis 31. Dezember 2018, 2019 nach Augsburg verkauft                                                                                              |
| Triebwagen        |                        |                           |                  |                  | |
| 25                | B’B’ n. Umbau (1A)(1A) | Maschinenfabrik Esslingen | 1940             | 20000            | 1966 an SWEG verkauft, 1970 verschrottet |
| 26                | B’2                    | Maschinenfabrik Esslingen | 1955             | 23350            | am 20. Mai 1963 übernommen von AKN Eisenbahn, am 8. Februar 1967 verkauft |
| 27                | A1 dm n. Umbau dh      | Dessauer Waggonfabrik     | 1938             |                  | 2016 erworben, seit Februar 2018 wieder zugelassen |

- TAG 1
- TAG 7
- TAG 8
- TAG 12
- TAG 14
- TAG 15